# Pseudomalacoceros yamaguchii
Pseudomalacoceros yamaguchii är en ringmaskart som först beskrevs av Imajima 1959.  Pseudomalacoceros yamaguchii ingår i släktet Pseudomalacoceros och familjen Spionidae. Inga underarter finns listade i Catalogue of Life.